# Stegnogramma celebica
Stegnogramma celebica är en kärrbräkenväxtart som först beskrevs av Ren-Chang Ching, och fick sitt nu gällande namn av Holtt. Stegnogramma celebica ingår i släktet Stegnogramma och familjen Thelypteridaceae. Inga underarter finns listade.